# هنجيرة
قرية هنجيرة وهي قرية تتبع مدينة الدبس وتقع في محافظة كركوك شمال العراق.